# Canon EOS 700D
Canon EOS 700D – cyfrowa lustrzanka jednoobiektywowa wyposażona w matrycę światłoczułą CMOS w rozmiarze APS-C o rozdzielczości 18 megapikseli, wyprodukowana przez japońską firmę Canon. W Japonii znany jako Kiss X7i, w Ameryce jako Rebel T5i. Jest następcą modelu EOS 650D/Kiss X6i/Rebel T4i. Premiera lustrzanki miała miejsce 21 marca 2013 roku.

## Opis aparatu
Lustrzanka cyfrowa Canon EOS 700D umożliwia tworzenie zdjęć z niskim poziomem szumów o rozdzielczości 18 megapikseli. Aparat wyposażony jest w matrycę Hybrid CMOS AF 18 MP. Posiada również technologię Hybrid AF, która umożliwia regulację ostrości podczas filmowania w rozdzielczości 1080p.
Canon EOS 700D posiada odchylany ekran dotykowy Clear View LCD II o przekątnej 7,7 cm i formacie obrazu 3:2, co ułatwia regulację ustawień i kadrowanie.
Aparat posiada filtry tematyczne możliwe do zastosowania przed wykonaniem fotografii - m.in. efekt rybiego oka.

## Ulepszenia w stosunku do modelu Canon EOS 650D
- bezgłośny mechanizm Movie Servo AF w przypadku zgodnych obiektywów STM
- moduł AF Hybrid CMOS z 9 punktami krzyżowymi
- uproszczone 360-stopniowe pokrętło trybów
- poprawa ergonomii poprzez mocniej zarysowany grip oraz rozmieszczenie gum
- ulepszony układ AF w trybie Live View - dodatkowe punkty detekcji fazy na matrycy[3]

## Najważniejsze parametry
- matryca Hybrid CMOS AF o rozdzielczości 18 megapikseli
- kreatywne filmy Full-HD z systemem Hybrid CMOS AF
- odchylany ekran dotykowy Clear View LCD II
- tryb automatyczny z inteligentnym rozpoznawaniem sceny
- czułość ISO 100–12800, rozszerzalna do ISO 25600
- 5 klatek na sekundę, 9-punktowy autofokus
- wybór kreatywnych filtrów
- zaawansowane przetwarzanie DIGIC
- stosowanie filtrów kreatywnych w obrazach
- automatyczna analiza ujęcia i wybór najlepszych ustawień
- zdalne sterowanie lampami Speedlite z poziomu aparatu[4]